# Parabolika

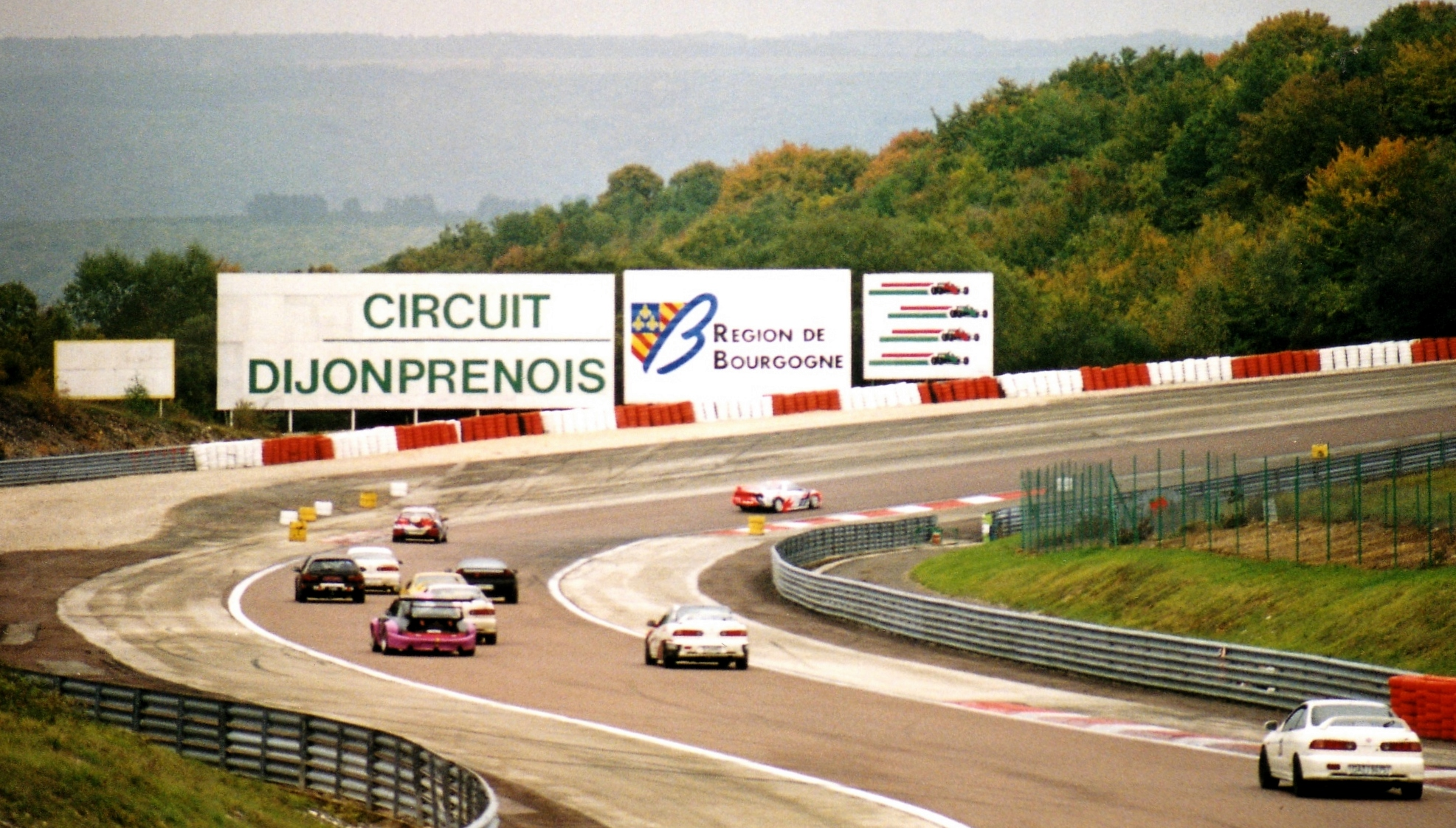
Die Kurve Parabolique im 1975 hinzugefügten Streckenteil des Circuit de Dijon-Prenois

Als Parabolika (oder Parabolica oder Parabolique) werden Abschnitte von Rennstrecken bezeichnet, deren Verlauf einer Wurfparabel ähnelt. Zum Teil sind es Kurven, die wegen ihres großen mittleren Radius vom Fahrer eher als Geraden wahrgenommen und ohne Reduzierung des Tempos durchfahren werden können, häufig aber auch einfach 180-Grad-Kurven mit im Verlauf wechselnden Radien.
Die bekannteste Parabolica ist die Zielkurve der Rennstrecke von Monza, die jedoch nicht voll gefahren werden kann, sondern angebremst werden muss. Dafür kann jedoch im späteren Verlauf voll beschleunigt werden, weil der Radius im Kurvenausgang größer wird. Vor und in dieser Kurve gab es häufig schwere Kollisionen; so kamen beispielsweise 1961 Wolfgang Graf Berghe von Trips und 1970 Jochen Rindt bei Unfällen in der Anbremszone ums Leben. 
Als Parabolika bezeichnet wird auch der Abschnitt des neuen Hockenheimrings vor der Spitzkehre, vor deren Bremspunkt die höchste Geschwindigkeit des gesamten Streckenverlaufs erreicht wird. 
In Estoril in Portugal werden gleich zwei Kurven als Parabolica bezeichnet: Die Parabolica Interior, eine relativ enge Linkskurve in der Mitte des Streckenverlaufs, und die Parabolica Ayrton Senna, eine etwas weitere Rechtskurve vor der Zielgeraden, die sehr der Parabolica in Monza ähnelt.
Auf dem Circuit de Dijon-Prenois in Frankreich ist die Parabolique eine relativ enge Rechts-Kehre im 1975 nachträglich gebauten Streckenteil mit einem mittleren Radius von 50 Metern, die im Verlauf eine Steigung von 15 Prozent hat.